# Медина, Патрисия

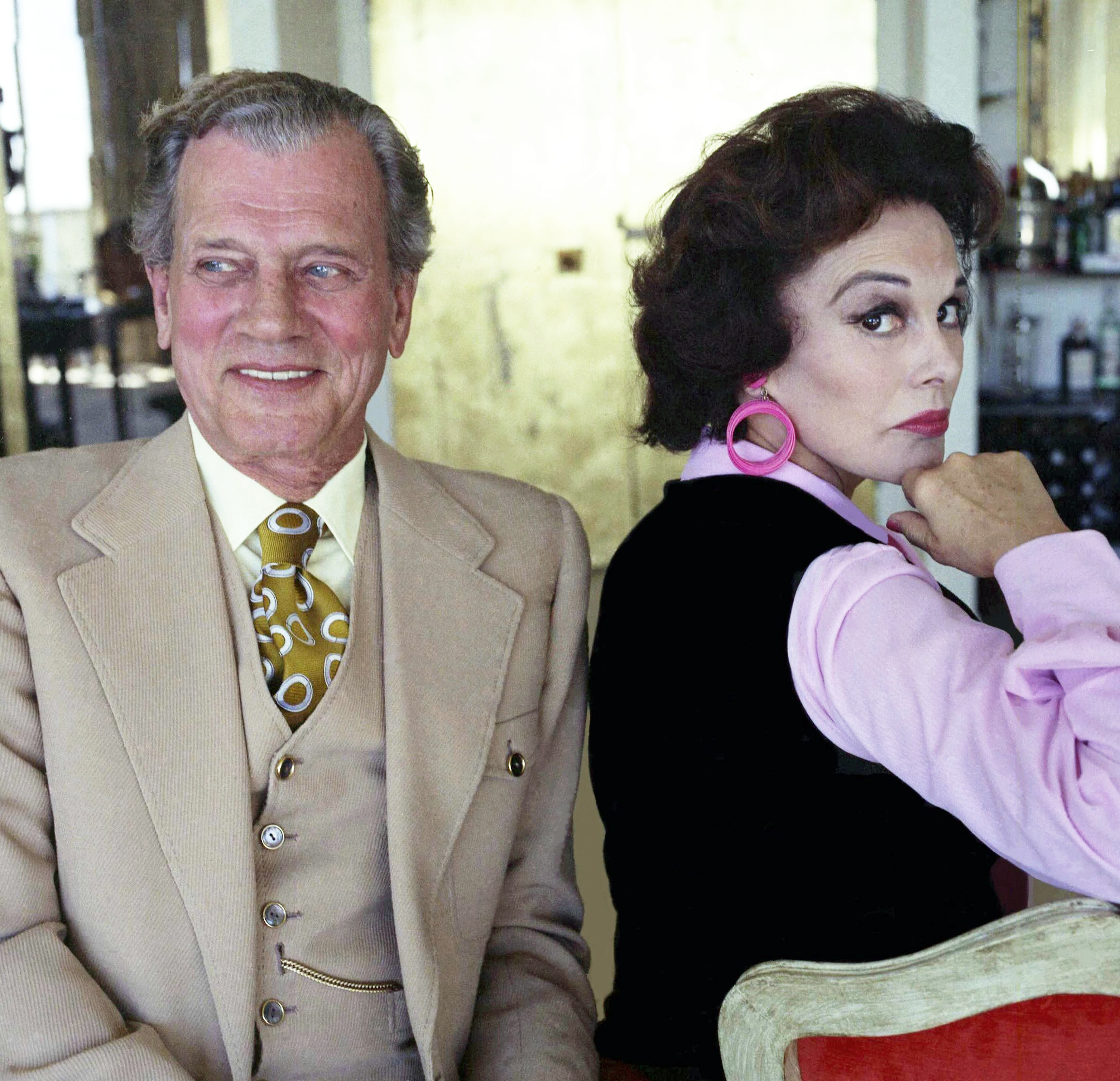
Патрисия Медина с мужем Джозефом Коттеном, 1973 год

Патрисия Медина (англ. Patricia Medina; 19 июля 1919 года — 28 апреля 2012 года) — американская актриса.

## Биография
Родилась 19 июля 1919 года в Лондоне. Её отец — испанец, мать — англичанка.
С 1937 по 1945 годы Медина снялась в Великобритании в 10 фильмах. В 1941 году познакомилась со своим первым мужем — ирландским актёром Ричардом Грином (англ.), с которым впоследствии снялась в фильме «Не принимай близко к сердцу» (англ.) и уехала в Лос-Анджелес.
Её голливудским дебютом стали «Тайны сердца» (1946). В 1951 году она развелась. В середине 1950-х снялась у Орсона Уэллса в «Мистере Аркадине» (1955). В 1960 году вышла замуж за актёра Джозефа Коттена. После свадьбы Медина почти не снималась — редким исключением стало «Убийство сестры Джордж» (1968), но сыграла вместе с мужем в бродвейской постановке под названием «Разумный риск».
В 1981 году, когда Коттен вынужден был оставить актёрскую карьеру из-за проблем со здоровьем, Медина полностью посвятила себя заботам о муже. Джозеф Коттен скончался в 1994 году, а в 1998 году вышли мемуары Медины под названием «Тихая жизнь в Голливуде» («Laid Back in Hollywood: Remembering»).
В последние годы актриса много болела и скончалась в Лос-Анджелесской клинике 28 апреля 2012 года в Лос-Анджелесе.

### Личная жизнь
Дважды была замужем:
- в 1941—1951 — Ричард Грин;
- в 1960—1994 — Джозеф Коттен, до его смерти.

Детей не было.

## Избрання фильмография
| Год  |   | Русское название                        | Оригинальное название                     | Роль                             |
| ---- | - | --------------------------------------- | ----------------------------------------- | -------------------------------- |
| 1938 | ф |                                         | Mr. Satan                                 |                                  |
| 1944 | ф |                                         | Hotel Reserve                             |                                  |
| 1944 | ф | Не принимай близко к сердцу             | Don't Take It to Heart                    |                                  |
| 1945 | ф |                                         | Kiss the Bride Goodbye                    |                                  |
| 1946 | ф | Тайны сердца                            | The Secret Heart                          |                                  |
| 1947 | ф |                                         | The Foxes of Harrow                       |                                  |
| 1947 | ф | Мускусная роза                          | Moss Rose                                 | Одри Эштон                       |
| 1948 | ф | Три мушкетёра                           | The Three Musketeers                      | Китти                            |
| 1949 | ф |                                         | Children of Chance                        |                                  |
| 1950 | ф | Эбботт и Костелло в Иностранном легионе | Abbott and Costello in the Foreign Legion | французская шпионка Николь Дюпре |
| 1950 | ф |                                         | Francis                                   |                                  |
| 1950 | ф |                                         | The Jackpot                               |                                  |
| 1951 | ф | Валентино                               | Valentino (англ.)                         | Лайла Рейес                      |
| 1953 | ф |                                         | Botany Bay                                |                                  |
| 1953 | ф |                                         | Sangaree                                  |                                  |
| 1953 | ф |                                         | Plunder of the Sun                        |                                  |
| 1953 | ф |                                         | Siren of Bagdad                           |                                  |
| 1954 | ф |                                         | Phantom of the Rue Morgue                 |                                  |
| 1954 | ф |                                         | The Black Knight                          |                                  |
| 1955 | ф | Мистер Аркадин                          | Mr. Arkadin                               | Милли                            |
| 1956 | ф | Разоблачение в Майами                   | Miami Exposé                              | Лайла Ходжес                     |
| 1956 | ф |                                         | The Beast of Hollow Mountain              |                                  |
| 1956 | ф |                                         | Uranium Boom                              |                                  |
| 1958 | ф |                                         | Battle of the V-1                         |                                  |
| 1958 | ф |                                         | The Californians                          |                                  |
| 1959 | ф |                                         | Count Your Blessings                      |                                  |
| 1960 | ф |                                         | Rawhide                                   |                                  |
| 1961 | ф | Белоснежка и три балбеса                | Snow White and the Three Stooges          | Злая королева / ведьма           |
| 1968 | ф | Убийство сестры Джордж                  | The Killing of Sister George              |                                  |
| 1969 | ф |                                         | Latitude Zero                             |                                  |